# Alain Touraine

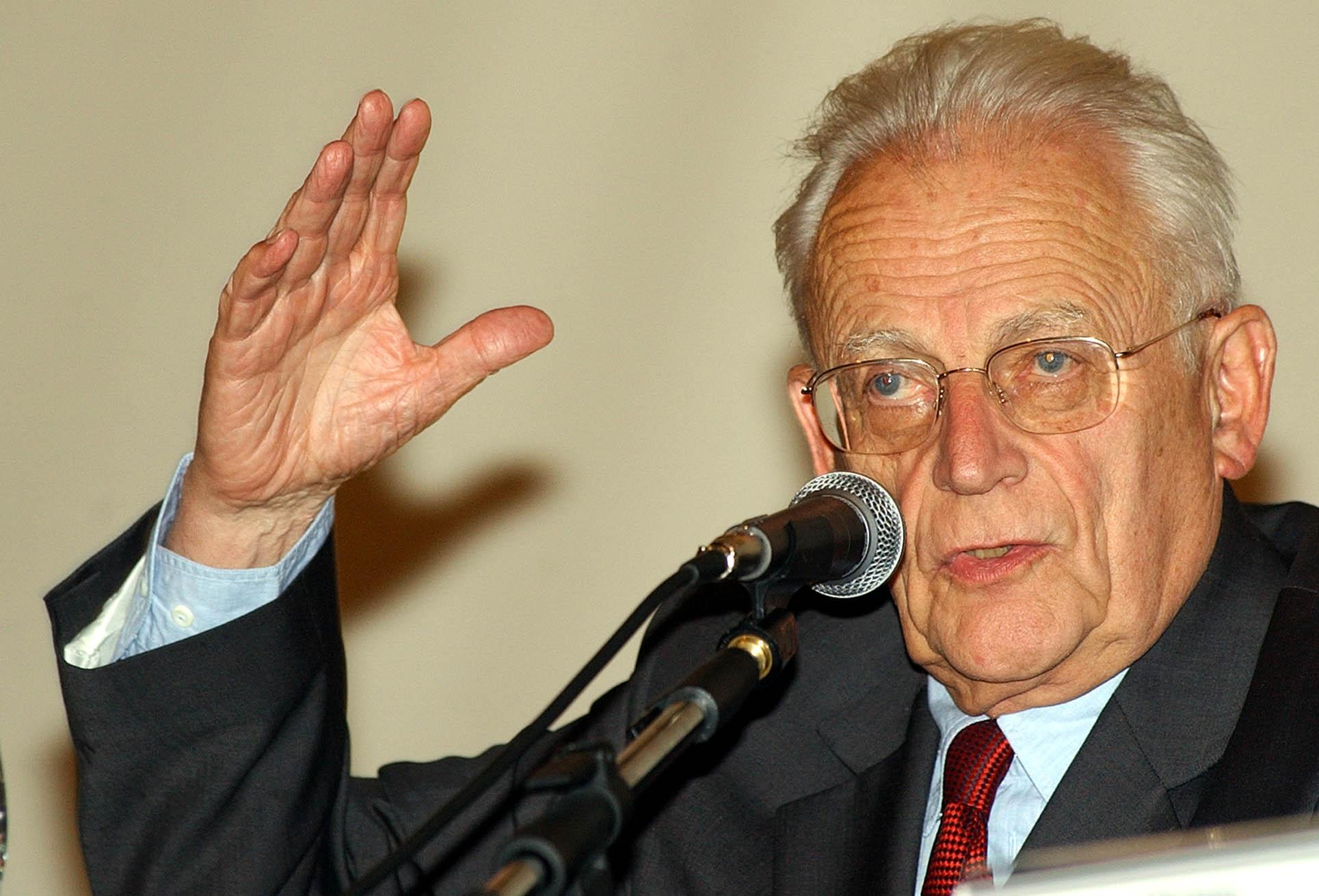
Alain Touraine (2004)

Alain Touraine (* 3. August 1925 in Hermanville-sur-Mer; † 9. Juni 2023 in Paris) war ein französischer Soziologe. Seine Schwerpunkte lagen in der Arbeits- und Entwicklungssoziologie sowie auf der Untersuchung sozialer Bewegungen. Er prägte unter anderem den Begriff der postindustriellen Gesellschaft.

## Leben
Nach Studien der Geschichte und Soziologie in Paris und Harvard ging Touraine nach Chile.
Dort gründete er 1956 an der Universität Chile das Zentrum für Arbeits- und Arbeiterstudien, 1958 in Paris eine Arbeitsgruppe zur Industriesoziologie. Dieses wurde später das Zentrum zur Untersuchung des sozialen Wandels. Später gründete er weitere Institute, wie 1981 das Zentrum für soziologische Analyse und Intervention (Centre d’Analyse et d’Intervention Sociologiques, kurz CADIS).
1995 erhielt er die Erasmus Medal der Academia Europaea, 1998 den Premio Amalfi. 2010 wurde er gemeinsam mit Zygmunt Bauman mit dem Prinz-von-Asturien-Preis in der Kategorie Kommunikation und Humanwissenschaften geehrt. 1990 wurde er zum ordentlichen Mitglied der Academia Europaea gewählt. Ab 1994 war er Mitglied der American Academy of Arts and Sciences sowie ab 1998 der Academia Brasileira de Letras. Er war Mitglied der Mexikanischen Akademie der Wissenschaften und war innerhalb der Pariser École des hautes études en sciences sociales (EHESS) als Studiendirektor tätig.
Touraine war Autor von über 20 Büchern.
Er starb am 9. Juni 2023 im Alter von 97 Jahren in Paris.

## Werke (Auswahl)
- Sociologie de l’action. 1965.
- La société post-industrielle. 1969[1]
- Production de la société. 1973.
- Le retour de l’acteur. 1984.
- Critique de la modernité. 1992.
- Qu’est-ce que la démocratie? 1994.
- Pourrons-nous vivre ensemble? Égaux et différents. 1997.

Interviews
- Michael Mönninger: Frankreich: Explosion möglich. In: Die Zeit. Nr. 13/2006, 23. März 2006, archiviert vom Original am 10. April 2006.
- Michaela Wiegel: Interview: „Abkehr vom Kapitalismus“. In: FAZ.net. 29. März 2006, archiviert vom Original am 5. März 2016.

Artikel
- Loblied auf die Zivilgesellschaft. In: Die Zeit. Nr. 49/1999, 9. Oktober 1999, archiviert vom Original am 20. November 2005.